# ベニヒハイム
ベニヒハイム (ドイツ語: Bönnigheim, ドイツ語発音: [ˈbœnɪçha‿im]) はドイツ連邦共和国バーデン＝ヴュルテンベルク州ルートヴィヒスブルク郡に属す市である。この町は、シュトゥットガルト地域（1992年まではミットレラー・ネッカー地域）およびシュトゥットガルト大都市圏に含まれる。

## 地理

### 位置
ベニヒハイムは、シュトロムベルクの北東麓、ネッカー盆地に隣接するツァーバーゴイ下部のミュールバッハの小さな窪地に位置している。ミュールバッハは、東に隣接するキルヒハイム・アム・ネッカー町内でネッカー川に左岸側から合流する。
最寄りの大きな街は、南約 16 km にルートヴィヒスブルク、北東約 14 km にハイルブロンがある（いずれも直線距離）。
市域の大部分は主に農業に利用されている。また、住宅地もかなりの部分を占めている。西部では、マルクングスフレッヒェの支脈が、完全に森に覆われたシュトロムベルクの高みに続いている。

### 市の構成
ベニヒハイム市には、かつて独立した町村であったホーフェンとホーエンシュタインが属している。
自治体としてのベニヒハイム市は、1971年12月31日を境に、ベニヒハイム市とハウス・ブルガーミューレおよび離れた集落ビルリンゲンで構成されている。

### 土地利用
| 土地用途別面積     | 面積 (km2) | 占有率 |
| ------------------ | ---------- | ------ |
| 住宅地および空き地 | 0.91       | 4.5 %  |
| 産業用地           | 0.50       | 2.5 %  |
| レジャー用地       | 0.24       | 1.2 %  |
| 交通用地           | 1.44       | 7.1 %  |
| 農業用地           | 12.04      | 59.8 % |
| 森林               | 4.34       | 21.6 % |
| 水域               | 0.11       | 0.5 %  |
| その他の用地       | 0.55       | 2.7 %  |
| 合計               | 20.13      |        |

州統計局の2018年12月31日現在のデータによる。

## 歴史

### 市の発展
ベニヒハイムの名が初めて記録されているのはロルシュ文書の中である。793年2月16日の日付がある文書で、修道女ヒルトブルクがベニヒハイム、エルリヒハイム、アルト＝クレーブロンをロルシュ修道院に寄贈している。この寄進によりベニヒハイムは、後に修道院とともにマインツ司教領となった。
1235年から1252年までテュービンゲン宮中伯がベニヒハイムの高地を獲得し、1235年頃に農場をベーベンハウゼン修道院に移譲した。1284年にヒルザウ修道院の修道院長フォルラントと修道士会は「負債のため」ベニヒハイムとボーテンハイムの所領をベーベンハウゼン修道院に売却した。
1276年、貴族のアルベルト・フォン・ロスヴァークの息子が、アウリヒの農耕地や牧草地をすべてヘレンアルプ修道院に売却してマーゲンハイム城に入り、「ヴェルナー・フォン・ベニヒハイム」を名乗った。彼は、シュヴァーベンウンターラントでのフランクフルトの戦い後に帝国領やシュタウフェン家の家領を獲得したグリューニンゲン伯の家臣であった可能性がある。その後1280年に王ルドルフ・フォン・ハプスブルクは、グレーニンゲン伯ハルトマン3世から不法に占拠されていた土地を取り戻し、これを帝国代官アルブレヒト2世フォン・ホーエンベルクに託した。ホーエンベルク伯は、1284年に王によって「市」に昇格されたベニヒハイムに、1286年2月3日に advocatus et dominus civitatis Bunnenkain すなわち代官で領主として着任した。1291年に王は、この新しい都市を息子のアルブレヒト・フォン・レーヴェンシュタイン＝シェンケンベルクに移譲した。

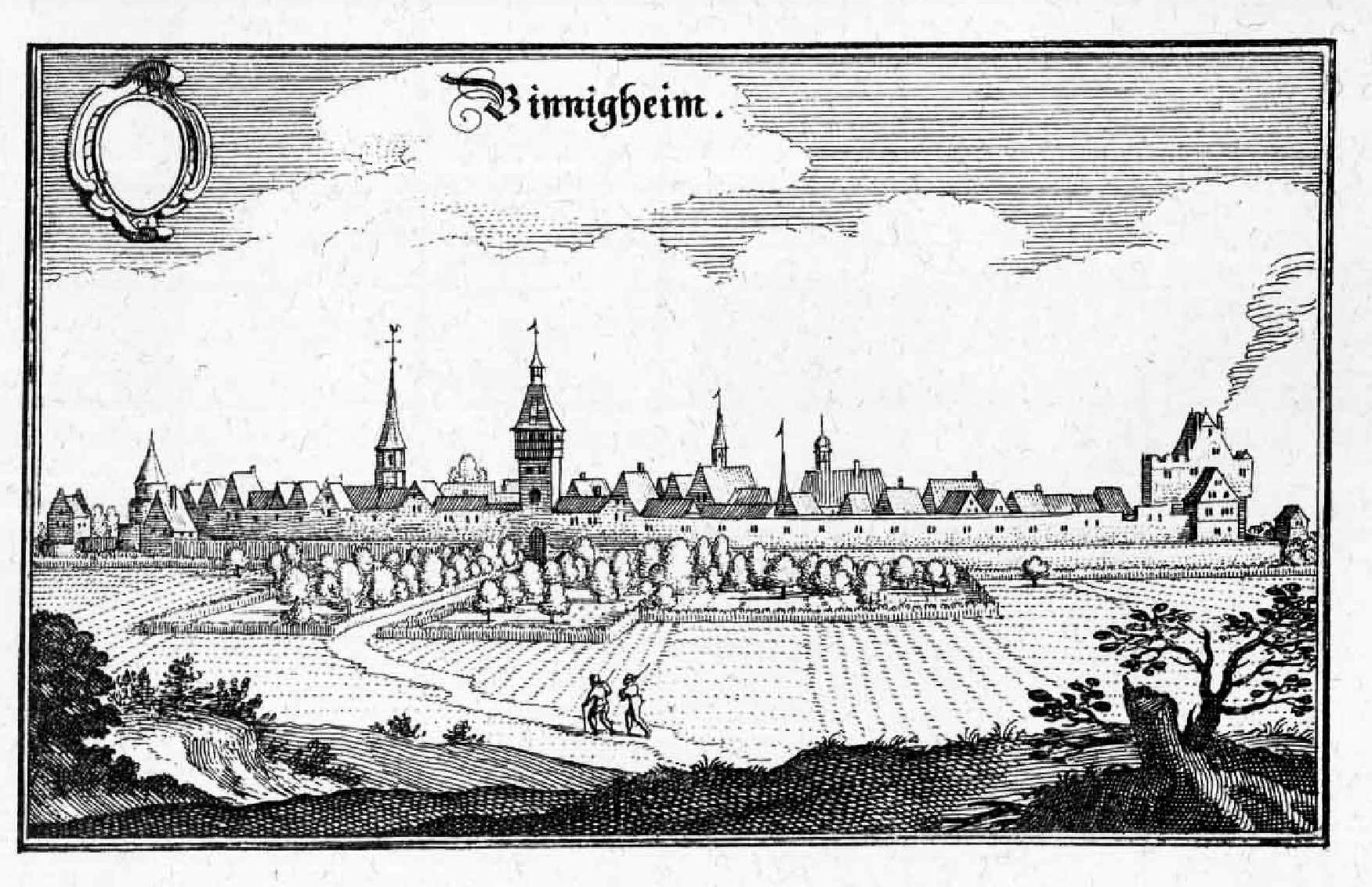
1643年に出版されたマテウス・メーリアンが描いたベニヒハイムの銅版画

### 共同相続地
相続、婚姻、売買によりこの街と城の所有権は細分化された。このため共同相続地となり、1750年まで存続した。この間この街は、マインツのレーエン領主権の下、4つの貴族家（ザクセンハイム家、リーベンシュタイン家、ゲンミンゲン家、ナイペルク家）に分割されていた。各貴族家は、都市計画の中心軸によって分割された四分の一の共同相続権を有していた。こうした共同相続地は、隣のエルリヒハイムでも見られた。
社会生活に断絶を生むことなく、1つの街に4つの部分を形成することは不可能であった。こうした状況の下では相続をめぐる争いも特別なことではなかった。こうした理由から、1388年に市内平和協定が締結され、ベニヒハイムに新しい都市法が制定された。市内平和協定では、2年ごと（後に3年ごと）に「バウマイスター」が選出され、都市運営に責任を負うと定められた。バウマイスターは城内に住居を移した。さらに、市議会とビュルガーマイスター（現代では市町村長を表す語）および執務官の選任についても規定している。
城砦はドイツ農民戦争で焼失し、1546年に再建されたが、1697年に再び一部が壊された。城はこの状態で現存している。

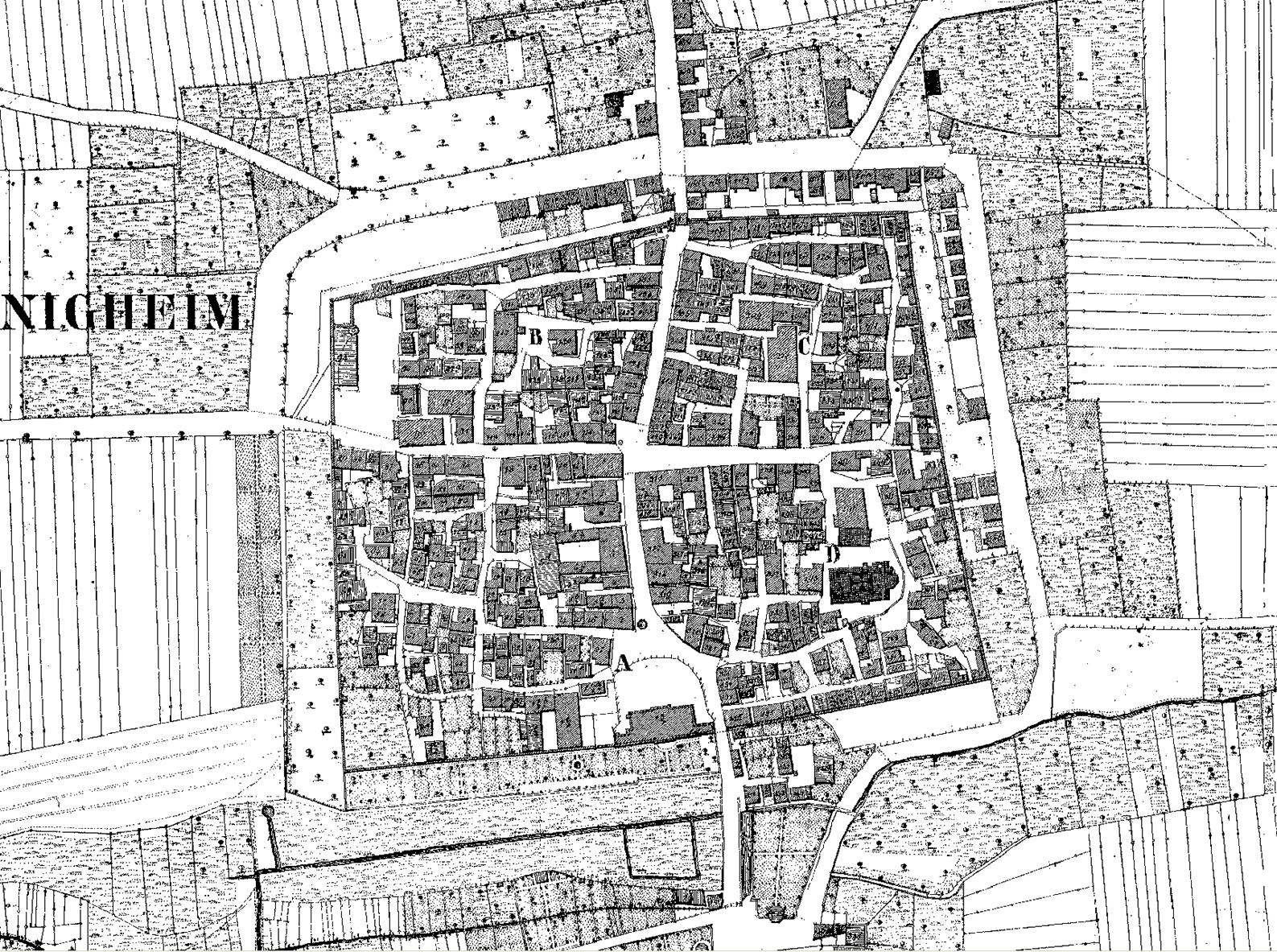
1832年のベニヒハイム中心部の平面図

### 近代
1750年シュターディオン伯フリードリヒが全市を購入し、これにより共同相続地の時代は終了した。1756年に装飾豊かな城館が建設された。1785年、本市はヴュルテンベルク公カール・オイゲンに売却された。本市はヴュルテンベルク領内で固有のオーバーアムトを形成した。1806年のヴュルテンベルク王国建国に伴う行政改革により、1807年にオーバーアムト・ベジヒハイムに編入された。ナチ時代の1938年にベニヒハイムはルートヴィヒスブルク郡の一部となった。
第二次世界大戦中、1945年4月7日のフランス軍入城の際、国防軍もフランス軍も市の中心部の一部を破壊し、多くの市民が犠牲となった。復興に際して歴史的な景観の復元はわずかしか考慮されなかった。
第二次世界大戦後ベニヒハイムはアメリカ管理地区に属したため、1945年からは新設されたヴュルテンベルク＝バーデン州に属した。この州から、1952年に現在のバーデン＝ヴュルテンベルク州が形成された。

### 市町村合併
- 1972年1月1日: ホーエンシュタイン[11]
- 1972年10月1日: ホーフェン[11]

## 住民

### 人口推移
以下に示す人口は、各時点の町域における数値である。数値は人口調査結果 (*) またはバーデン＝ヴュルテンベルク州統計局の公的な研究結果で、この町を主たる居住地とする人口である。
| 時期            | 人口（人） |
| --------------- | ---------- |
| 1871年12月1日 * | 3,233      |
| 1880年12月1日 * | 3,381      |
| 1890年12月1日 * | 3,567      |
| 1900年12月1日 * | 3,382      |
| 1910年12月1日 * | 3,213      |
| 1925年6月16日 * | 3,170      |
| 1933年6月16日 * | 3,425      |
| 1939年5月17日 * | 3,584      |
| 1950年9月13日 * | 4,738      |
| 1961年6月6日 *  | 5,215      |

| 時期            | 人口（人） |
| --------------- | ---------- |
| 1970年5月27日 * | 6,120      |
| 1980年12月31日  | 6,225      |
| 1987年5月25日 * | 6,186      |
| 1990年12月31日  | 6,853      |
| 1995年12月31日  | 6,815      |
| 2000年12月31日  | 7,317      |
| 2005年12月31日  | 7,487      |
| 2010年12月31日  | 7,520      |
| 2015年12月31日  | 7,593      |

### 宗教
福音主義教会およびローマ＝カトリック教会の他に新使徒教会がこの街にある。

## 行政

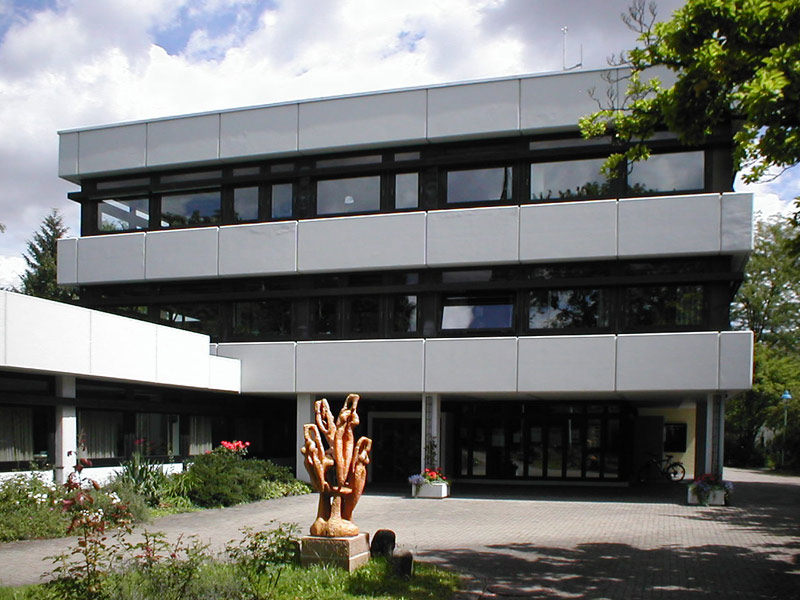
ベニヒハイム市庁舎

### 議会
ベニヒハイムの市議会議員は18議席である。市議会では、投票権を有する議長として市長が加わる。

### 首長
2002年から2018年まで、無所属のコルネリウス・バンベルガーが市長を務めた。2018年7月以降、アルブレヒト・ダウテルが新しい市長に就任している。彼は2018年4月の市長選挙で 96.5 % の支持票を獲得した。

### 紋章と旗
紋章は、赤地に6本スポークの輪と、その下に横たわる顔のある銀の月が描かれている。紋章は、その要素としてマインツの輪とベニヒハイムの創設者とされるマーゲンハイム家の紋章の一部である月を採用しており、この街の歴史を物語っている。
ベニヒハイムの市の旗は、白 - 赤である。この配色は遅くとも1921年には慣例となっていた。

### 姉妹都市
ベニヒハイムは以下の街と友好関係を結んでいる。
- ルファック（フランス、オー＝ラン県）1964年
- ノイキルヒ/ラウジッツ（ドイツ語版、英語版）（ドイツ、ザクセン州）1992年
- バラトンボグラー（ハンガリー語版、英語版）（ハンガリー、ショモジ県）2000年

## 文化と見所

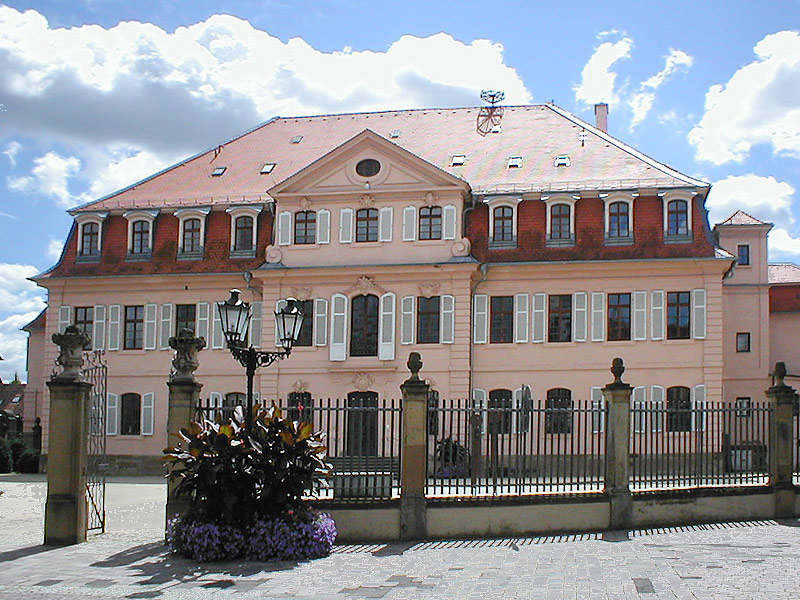
シャルロッテ・ツァンダー美術館が入居しているシュターディオンの城館

ベニヒハイムは、多くの見所が点在するヴュルテンベルク・ワイン街道沿いに位置している。

### 博物館・美術館
- シュヴァーベン火酒博物館、調剤室博物館
  - 隣接するこの2つの博物館はアルコールをテーマとしている。シュヴァーベン火酒博物館にはアルコールの歴史に関するドイツ最大のコレクションがある。この他にこの博物館では、2013年から産後埋葬をテーマとした展示が行われている[17]。
- シュターディオン城館内のシャルロッテ・ツァンダー美術館（素朴派芸術とアール・ブリュットの美術館）
- ゾフィー・ラ・ロシェ博物館（ドイツ初の女性向け小説の作者ゾフィー・フォン・ラ・ロシェ（ドイツ語版、英語版）の博物館）
- ズデーテンドイチェ郷土室

### 建築

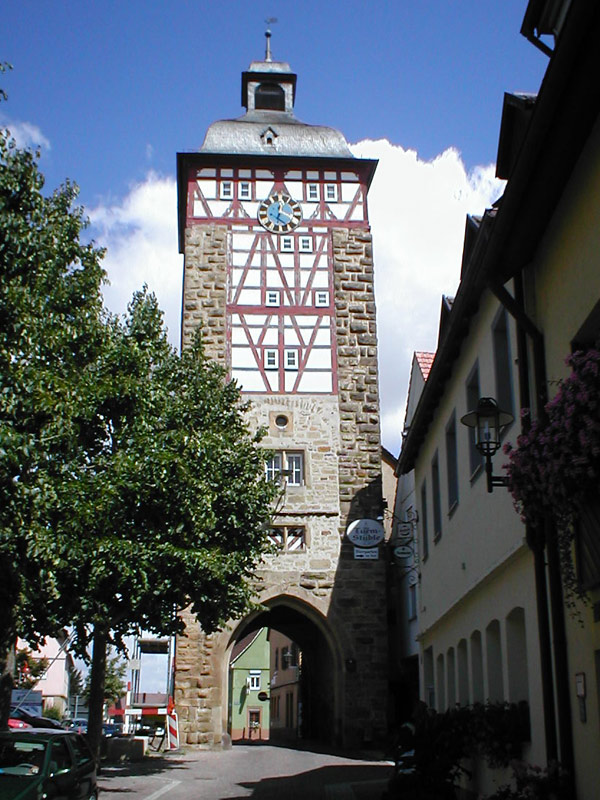
ケレス塔

ベニヒハイムには、見応えのある、文化財保護の対象となっている建造物が数多くある。市内を通る標識が完備された歴史的周遊路は、約50棟の歴史的建造物をたどる。
- ガナーベンブルク: ベニヒハイム城は、中世の都市の北西角に建設された。ドイツ農民戦争で破壊され、その後再建されたが、17世紀に大部分が取り壊された。1本の塔と頑丈な石造の建物1棟だけが遺っている。全長約 1150 m、高さ 9.10 m、厚さ 1.40 m の中世の市壁は、その一部が城館の西側に遺されている。
- ケレス塔: 13世紀に建設されたかつての市壁の楼門である。市壁の外側からは、空堀に架かる橋を通ってこの塔に至る。現在の塔の屋根は、18世紀後期の火災後の修復時に建設されたものである。
- ディープス塔: 1458年に市壁に設けられた半円形の塔である。

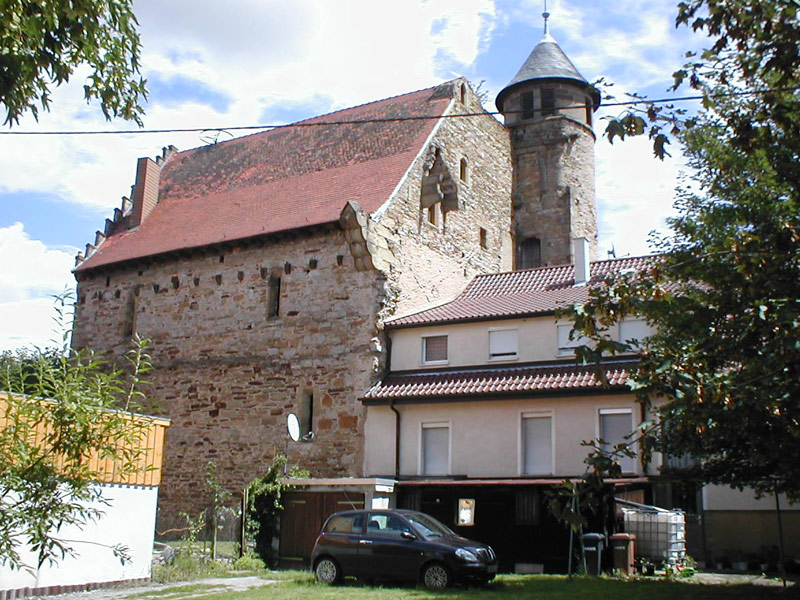
ガナーベンブルク
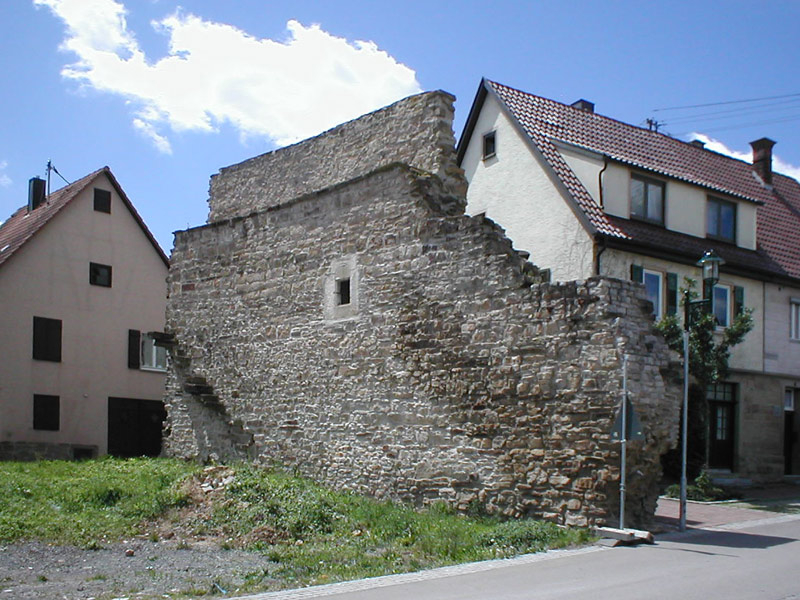
ベニヒハイムの市壁跡
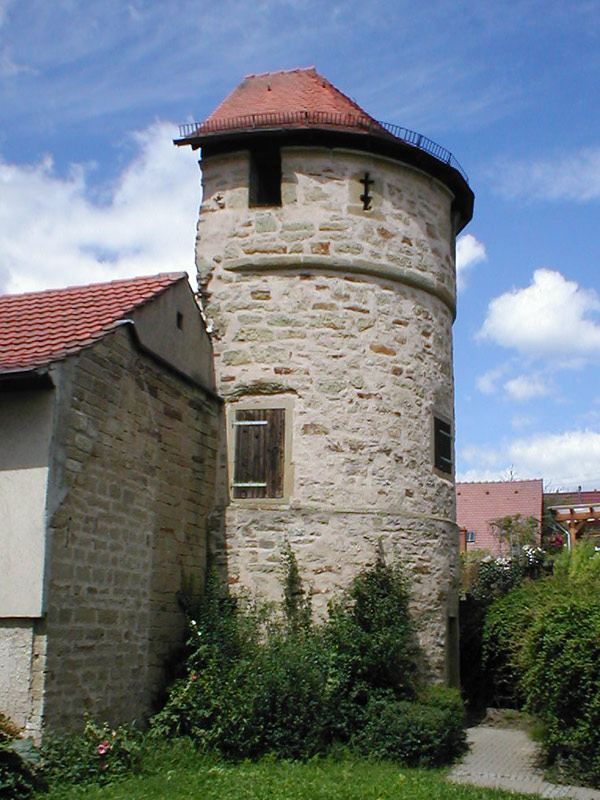
ディープス塔

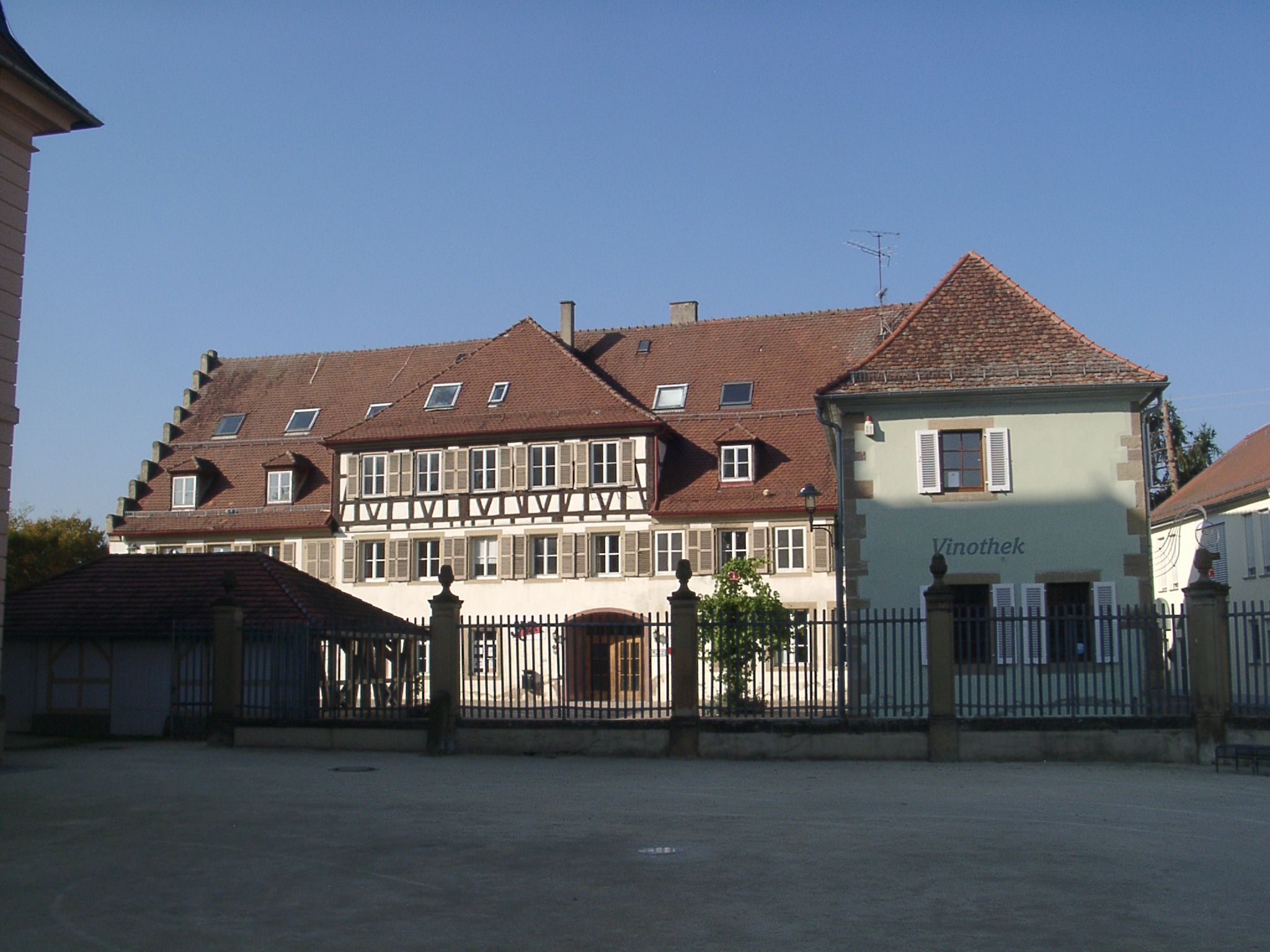
カヴァリーアースバウ。画面右手の緑色の建物がフォルストゲフェングニス

- シュターディオンの城館: 1756年にシュターディオン伯フリードリヒのために建築責任者のアントン・ハーフによって建設された。曲折にとんだ歴史の中でこの建物は、たとえば1828年から1888年に営林署として利用されたり、後には聾唖者のための社会福祉施設や、アメリカ人学生のためのシラー＝カレッジとして用いられたりした。1996年に城館内に、素朴派芸術やアール・ブリュットのためのシャルトッテ・ツァンダー美術館が設けられた。
- カヴァリーアースバウ（騎士の館）: 市壁沿いの、特徴的な階段破風を持つこの建物は、後にシュターディオン城が建てられた場所にかつて存在していたリーベンシュタイン城の現存する最後の遺構である。この建物内には、市立音楽学校やユーゲントカフェが入居している。
- フォルストゲフェングニス: 城館とカヴァリーアースバウとの間に、密猟者や森に潜伏する犯罪者を収監するための監獄が19世紀に建てられた。現在ここにはゾフィー・ラ・ロシェ博物館が入居している。
- ゲオルクの泉: ドラゴンと戦う聖ゲオルク像を持つこの泉は、1549年に造られた。水槽は1816年のもので、当時の市議会議員の名前が記されている。城館前にあるこの泉は、長らく、防火水槽として利用されていた。

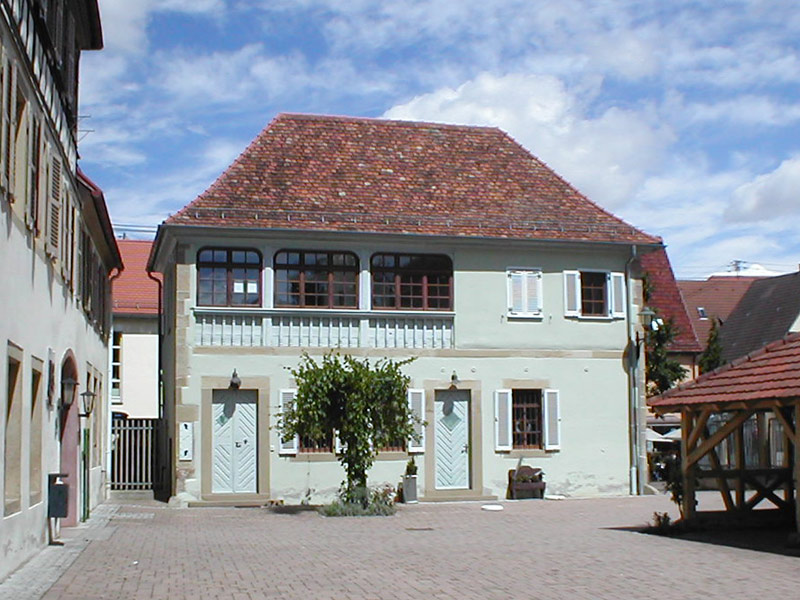
フォルストゲフェングニス
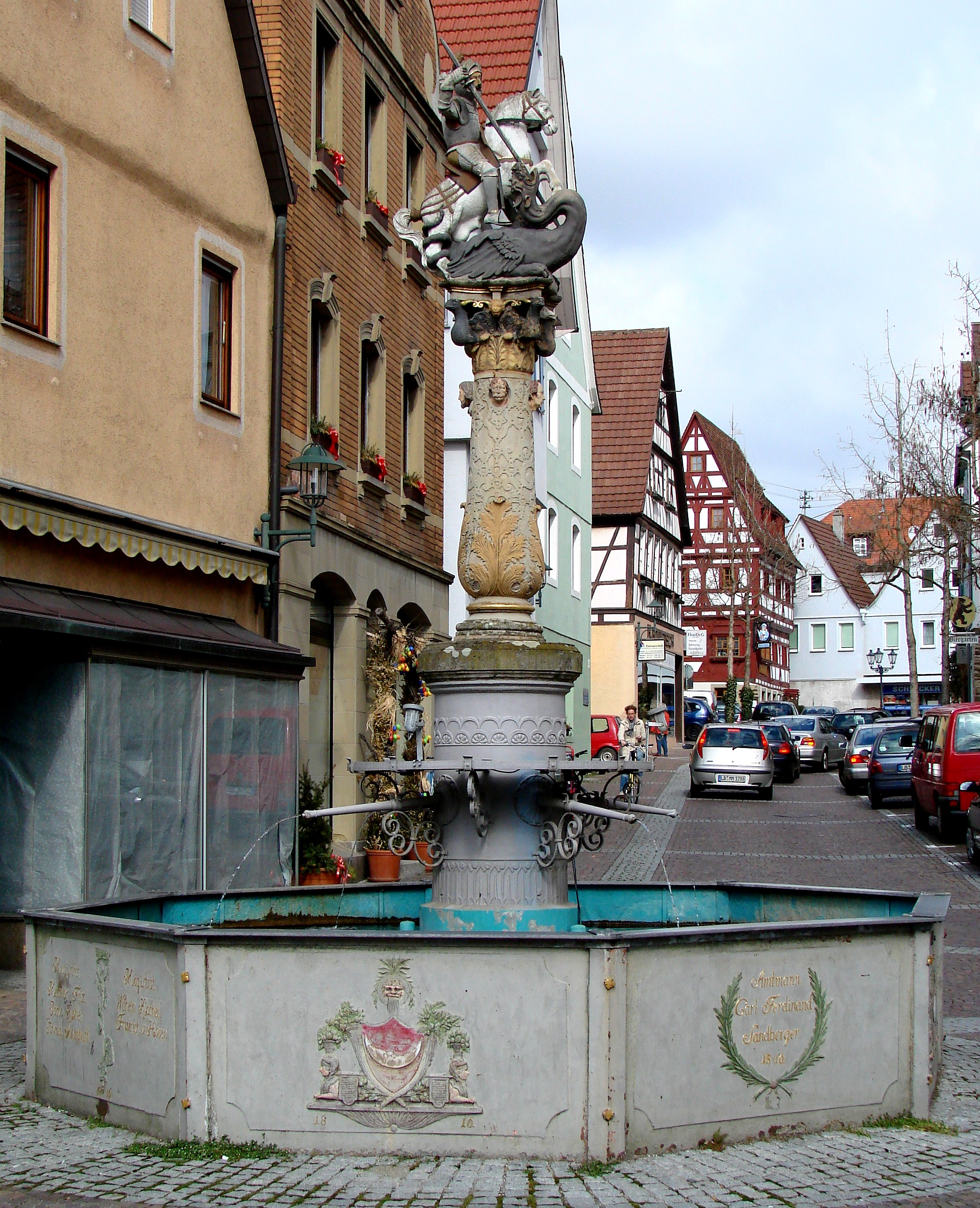
聖ゲオルクの泉
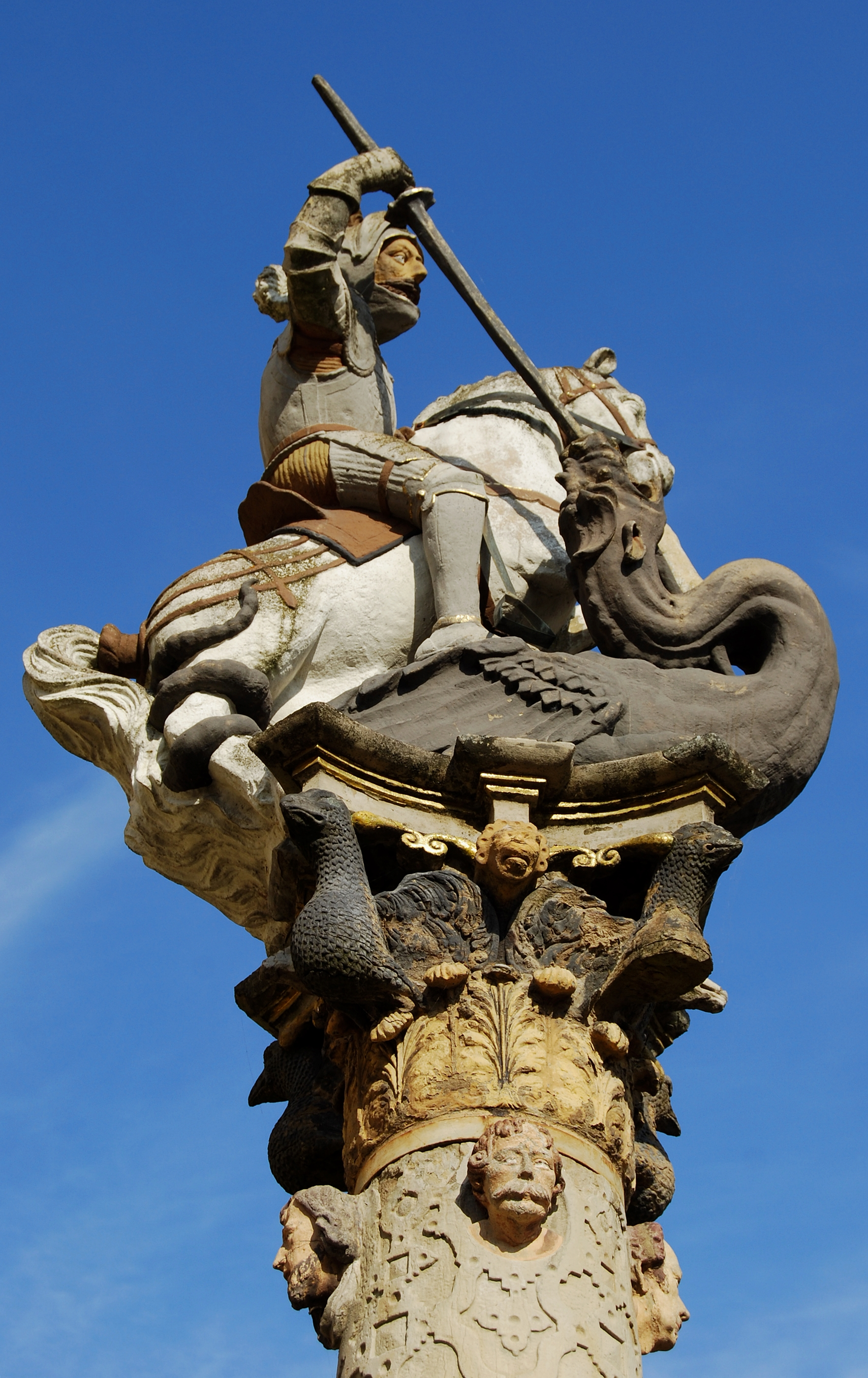
聖ゲオルクの泉のドラゴンと聖ゲオルク像

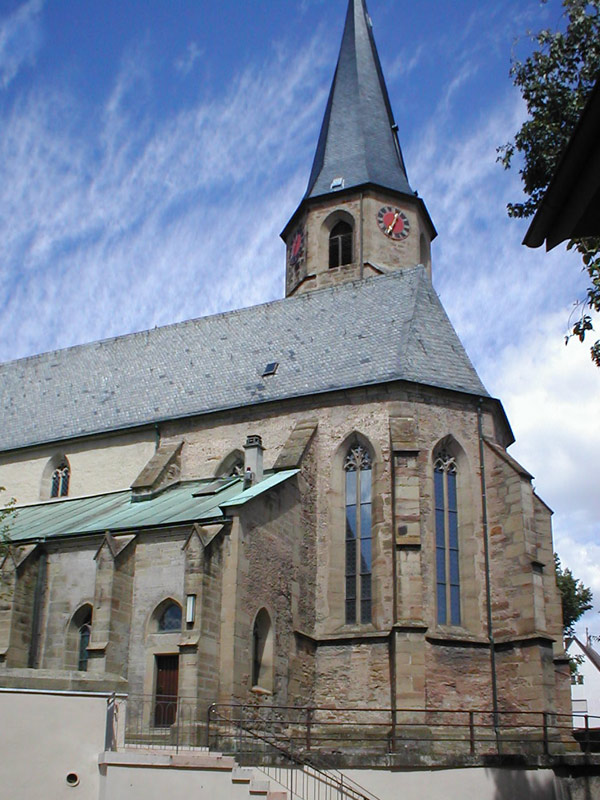
キリアクス教会

- キリアクス教会: ロマネスク様式のバシリカを起源とするこの教会は、1100年に最初の記録が遺されている。教会広場には、ベニヒハイムの女性芸術家マルギット・シュテプラー＝ニコライ（1956年生まれ）のインスタレーションが展示されている。
- キリアクス牧師館: 教会広場にあり、1859年までは牧師の住居として、それ以後は街の監獄として利用された。隣接するシュテルツェンハウスは突き出して木製の柱に支えられた上階によって、より多くの居住空間を創ることができた。
- ベーベンホイザー・ホーフ: ベーベンハウゼン修道院が、早くも1103年にはベニヒハイムに所有していた館である。この建物は1620年頃に建設されたもので、厄除けの獣面で知られており、格子状の壁には現代詩のテキストが記されている。1983年に修復されたこの建物内には現在ホテルが入居している。
- マインツァー・ホーフ: マイアーホーフ7番地のこの建物は、13世紀末の初期ゴシック様式、3階建ての石造建築である。
- マウルブロンナー・ホーフ: マウルブロン修道院の農場建築として1581年に建設された。この建物は住居兼オフィスに改築されている。

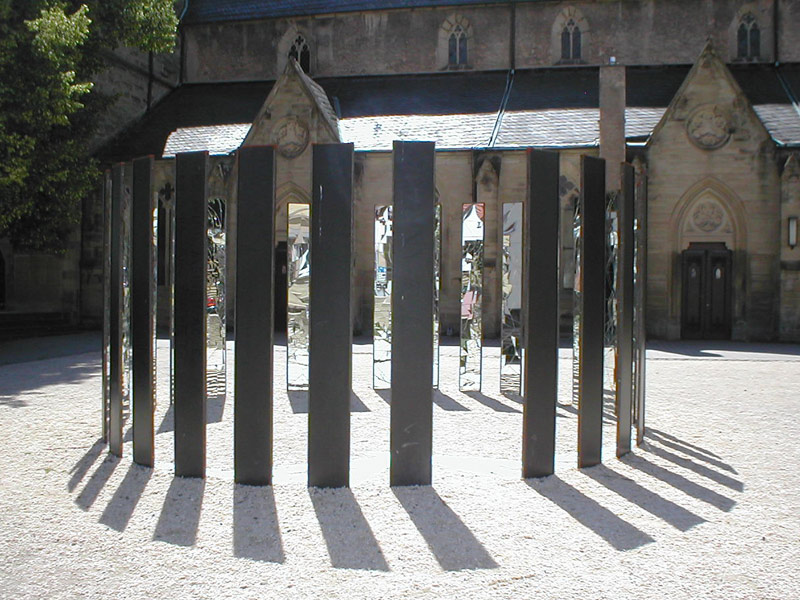
教会広場のマルギット・シュテプラー＝ニコライのインスタレーション
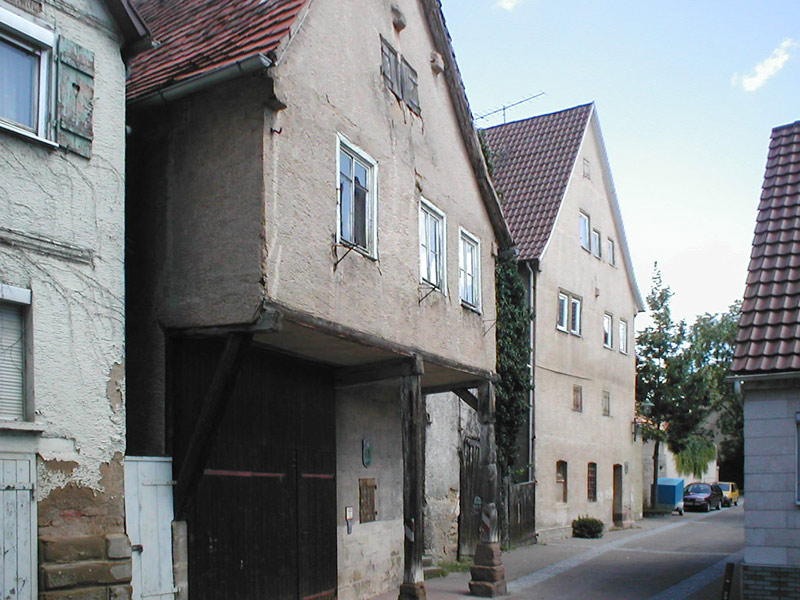
シュテルツェンハウス（手前）と旧キリアクス牧師館
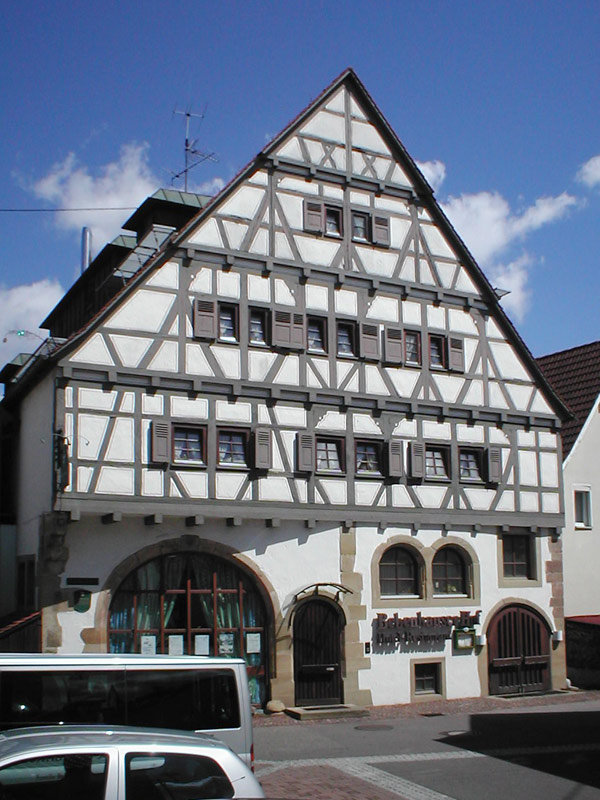
ベーベンホイザー・ホーフ
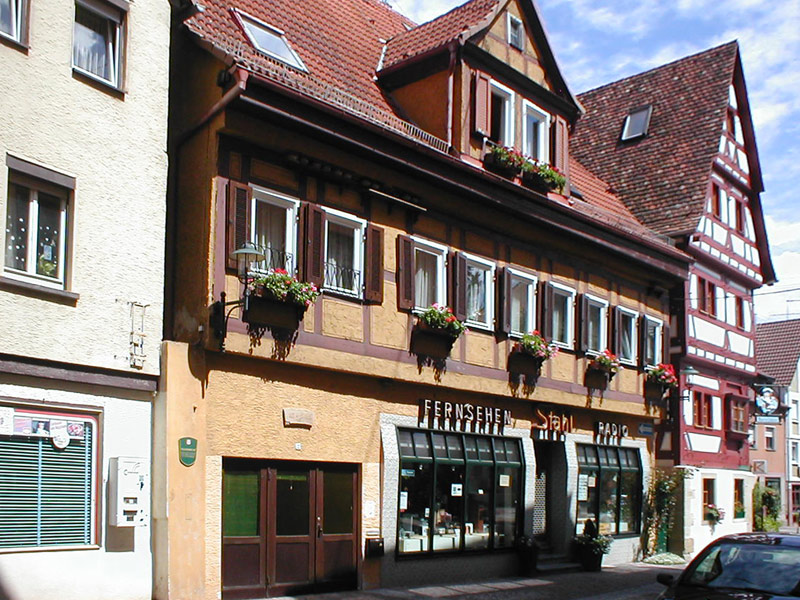
マウルブロンナー・ホーフ

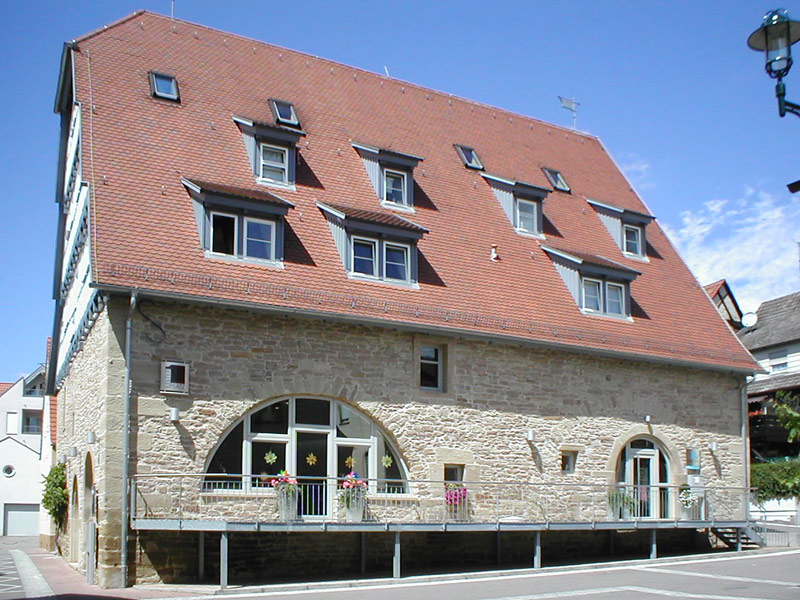
ゲミンガー・ケルター

- ナイペルガー・ケルターとゲミンガー・ケルター: 1600年頃からナイペルク家（ドイツ語版）およびゲミンゲン家によって建設された頑丈な石造りのケルター（ブドウ搾り所）の建物で、中世から18世紀までベニヒハイム市のそれぞれの街区に属していた。ゲミンガー・ケルターは現代風のオフィスおよび住居に近代化された。一方、ナイペルガー・ケルターは外観上は改修されず、スポーツクラブのクラブハウスが入居している。他の2つのケルター、すなわちザクセンハイム家とリーベンシュタイン家のケルターは、組合のケルター建設に伴い1949年に解体された。組合のケルターには共同相続権を有した4家の紋章が描かれた時計塔があり、後にはスーパーマーケットとして利用されていたこともある。
- 旧ゲミンガー・アムトハウス: 教会の近くにある、かつてのゲミンゲン家の代官所である。住居兼オフィスに改築されたこの建物から、歴史上中心地であったことを見出すのは困難である。
- ガナーベンブルネン: 街の中央にあるこの泉にも4家の紋章が掲げられており、街が四分割されていたことを思い起こさせる。

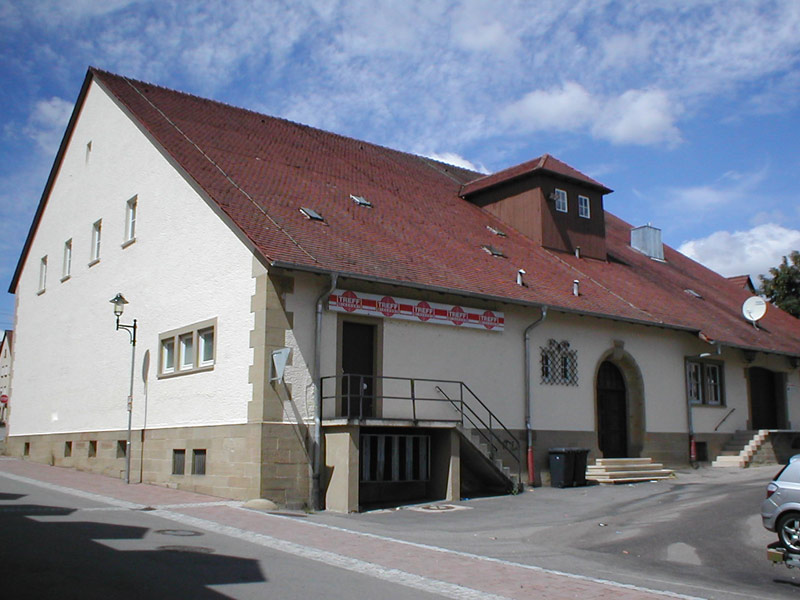
協同組合のケルター
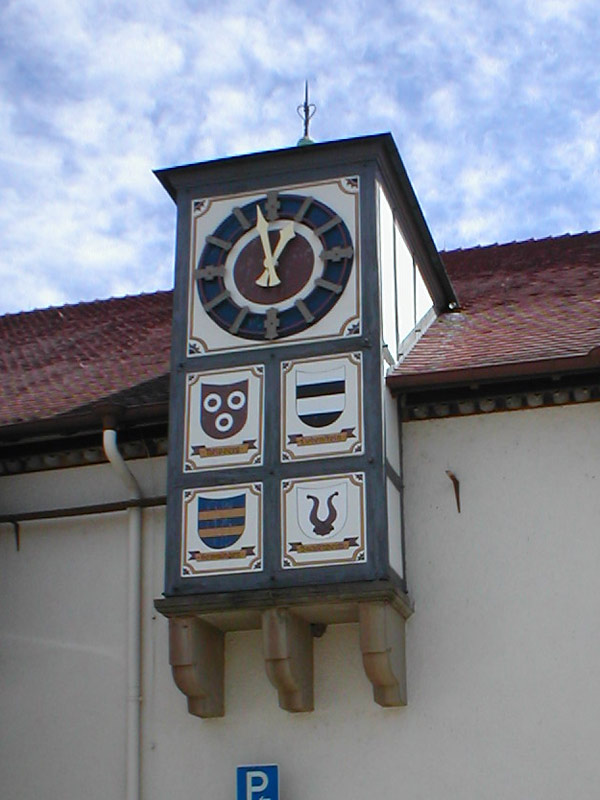
4家の紋章が掲げられた協同組合のケルターの時計塔
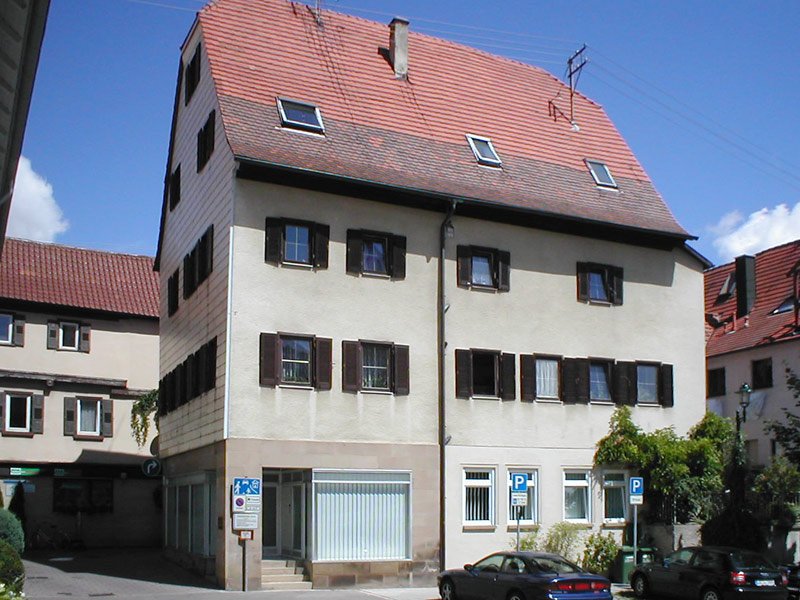
旧ゲミンガー・アムトハウス
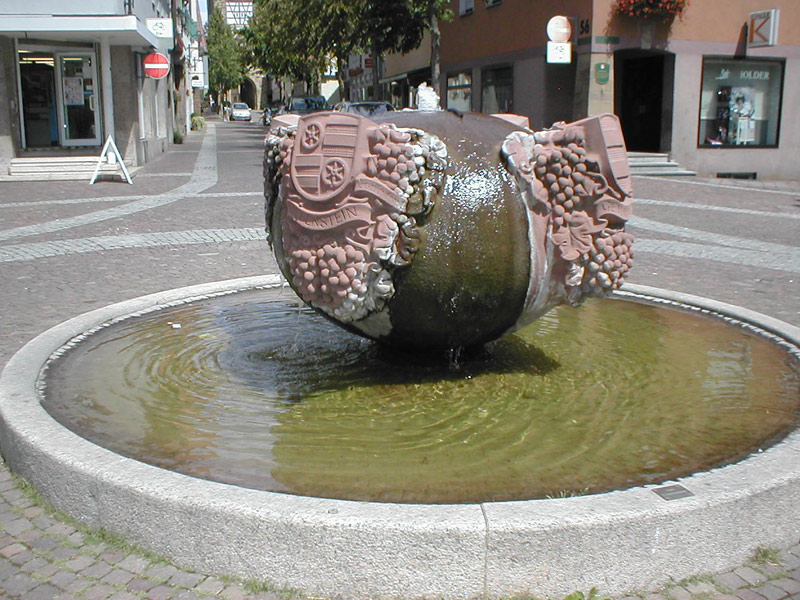
ガナーネンブルネン

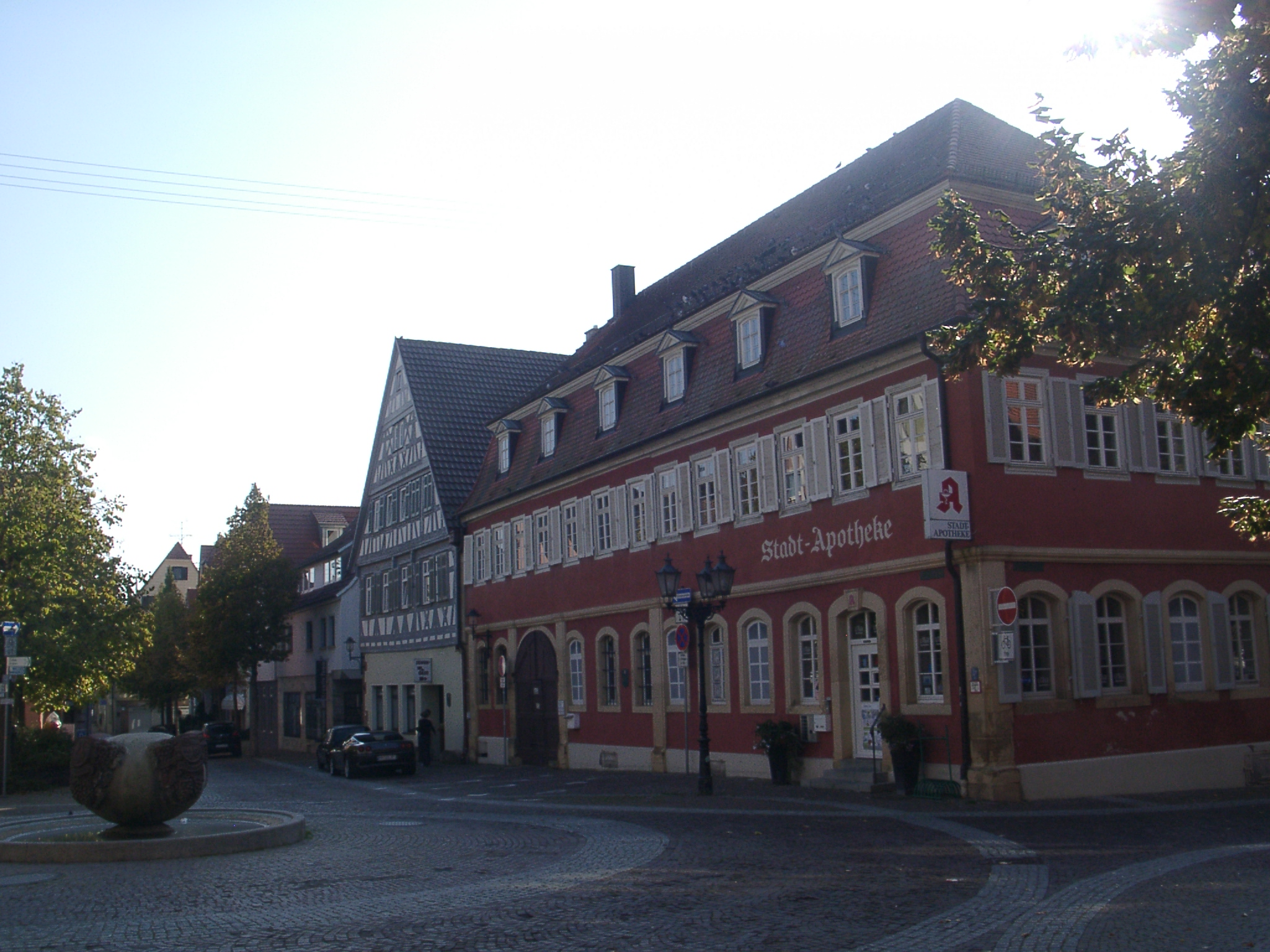
市立薬局

- 旧シュタットシュライバーハウス: キルヒ通り22番地のこの建物には、1541年/42年に制作された後期ゴシック様式の壁絵の痕跡が遺されている。
- 市立薬局: キルヒガッセ2番地。1764年に後期バロック様式で建造された建物で、1848年から薬局が入居している。新しいショーウィンドウ越しに古い器具が見られる。
- 市内にはこの他にも多くの歴史的木組み建築が見られる。たとえば1766年建造の古い旅館「ベーレン」も含まれる。傑出しているのは、1810年建造のヴァインゲルトナーハウス（ブドウ農場主の家）、グラーベンガッセの1757年建造の家屋、シュロス通りの1630年建造のアッカービュルガーハウス（街農民の家）などである。
- キルヒハイマー通り15番地のヴィラ・アマンは1900年に建設された。

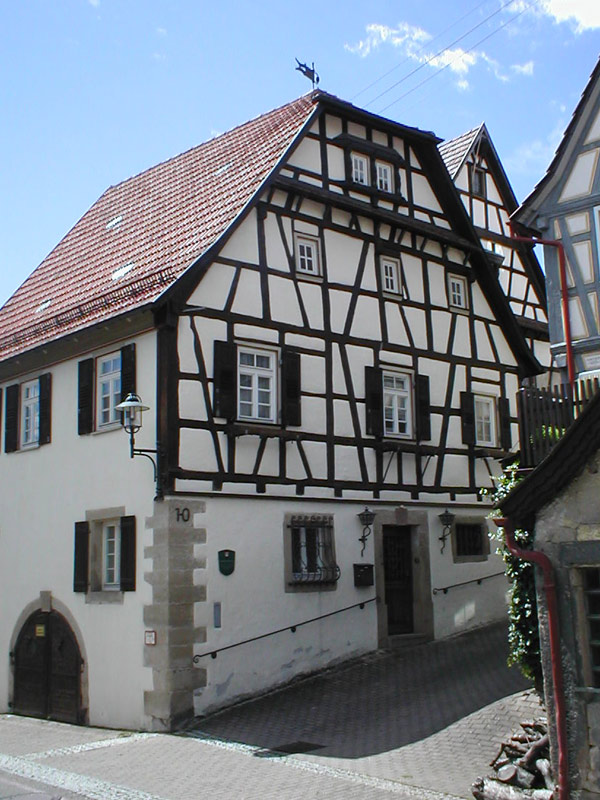
ヴァインゲルトナーハウス
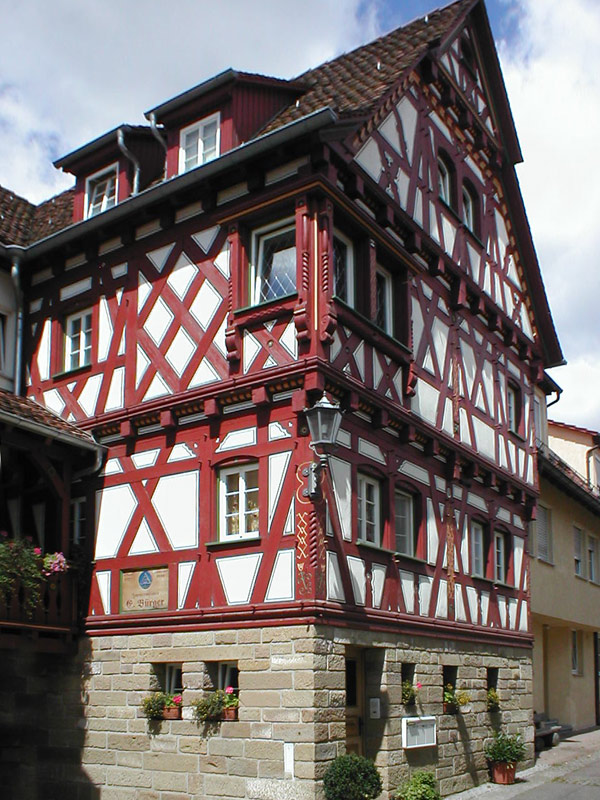
1757年建造の職人の家
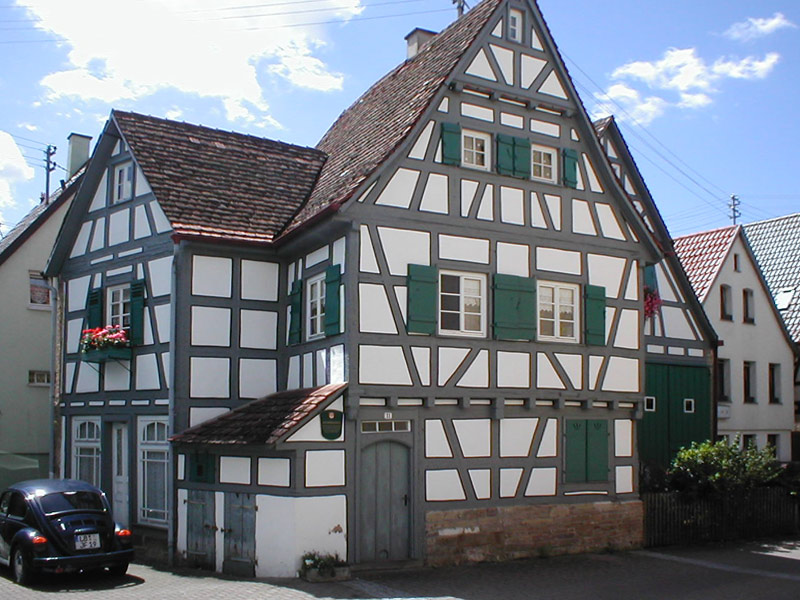
アッカービュルガーハウス
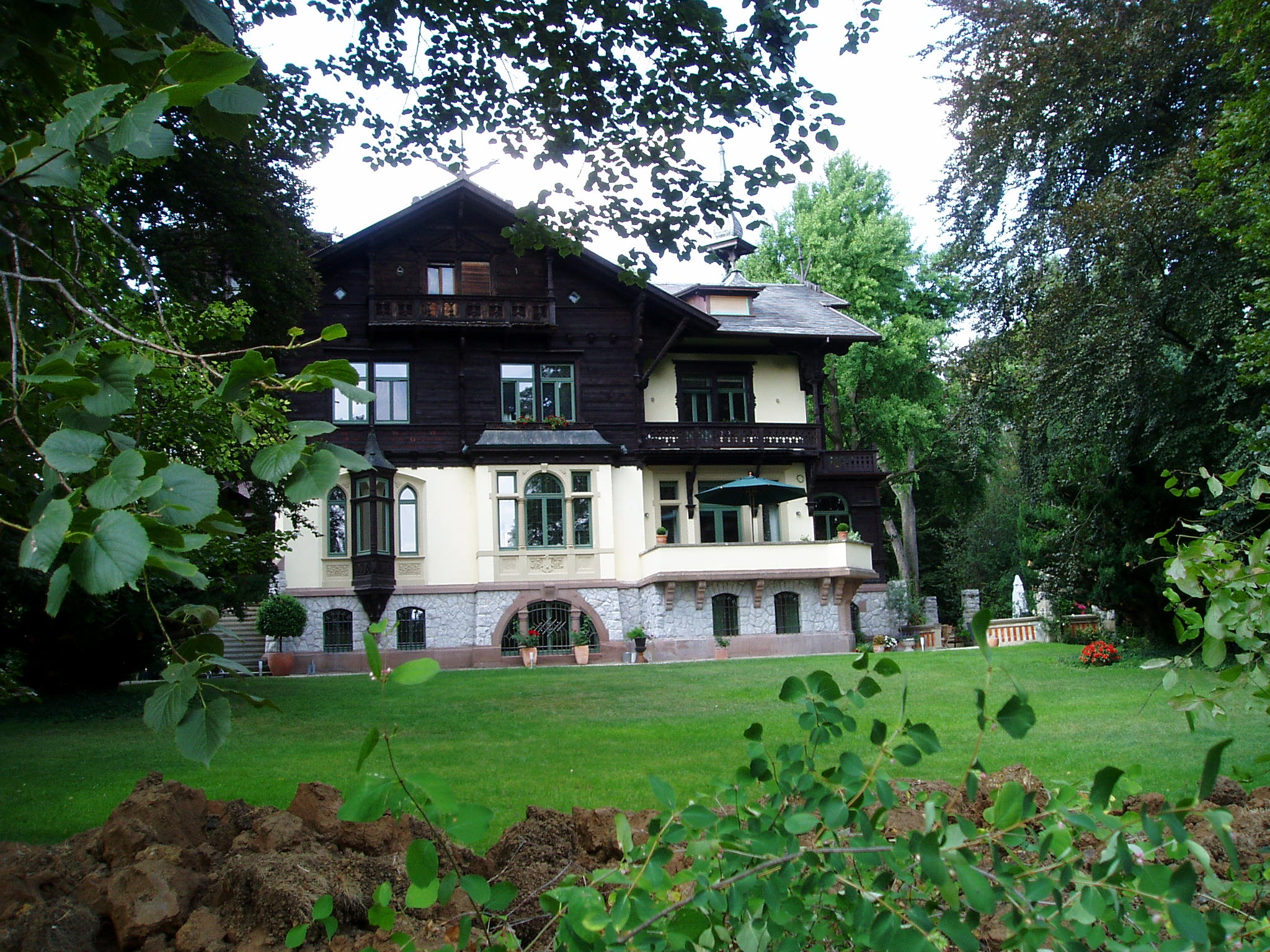
ヴィラ・アマン

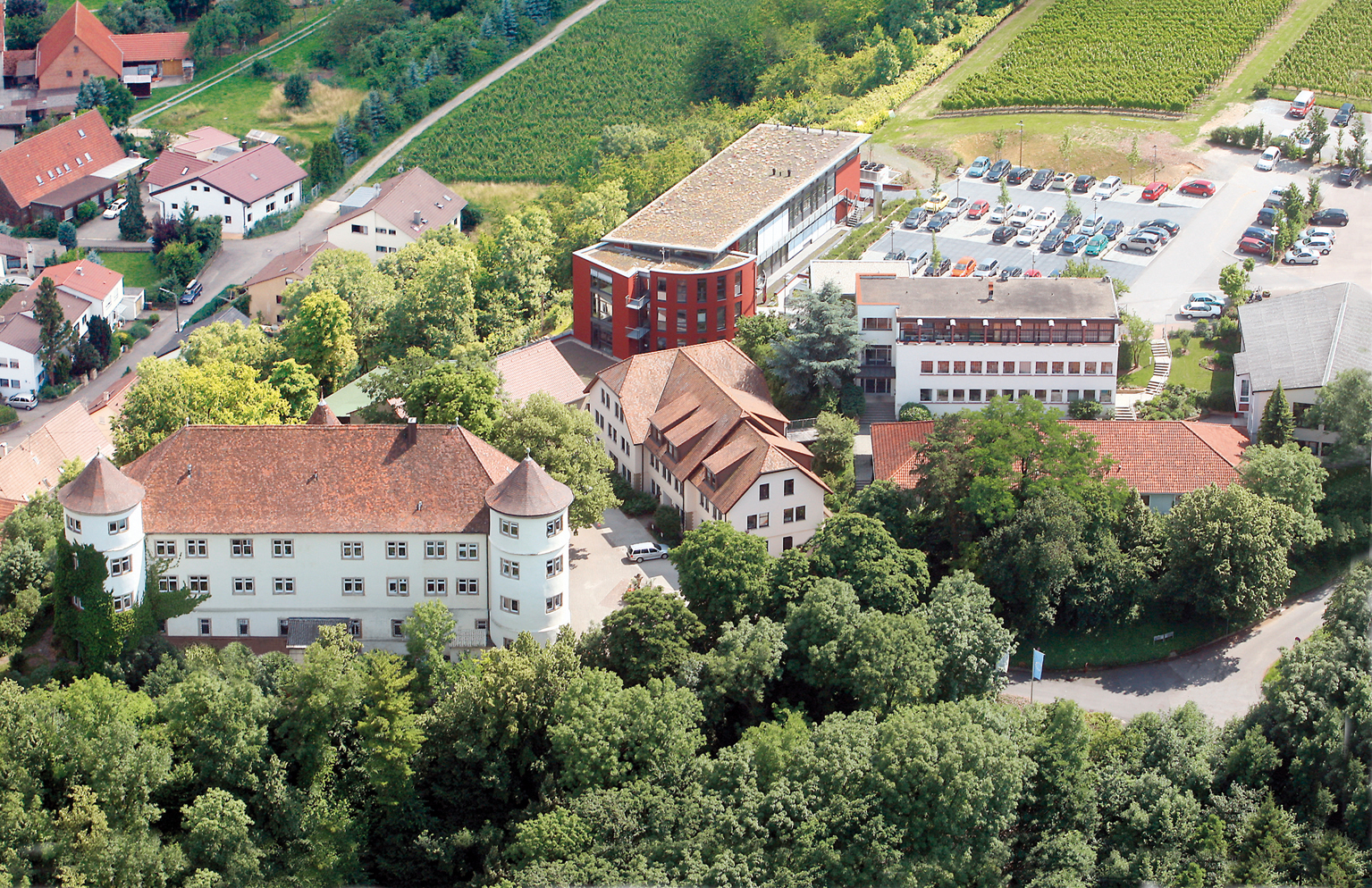
ホーエンシュタイン城

- 街の中心から約 1.5 km 南西のブドウ畑の端にクレステルレ跡がある。1435年頃にここに礼拝堂が建設され、「至福の聖母マリア」に献堂された。こうした起源と関連して、隠者の庵がここに設けられた。1477年から宗教改革までここに跣足修道士が住んだ。宗教改革後、この修道院は放棄された。石材は一部がベニヒハイムの建築に転用された。遺構は完全に土に覆われた。この施設の遺跡は、1975年に耕地整理工事によって発見され、発掘された。
- ホーエンシュタイン城: ルネサンス様式の城館で、現在はホーエンシュタイン・インスティテュートの本部となっている。

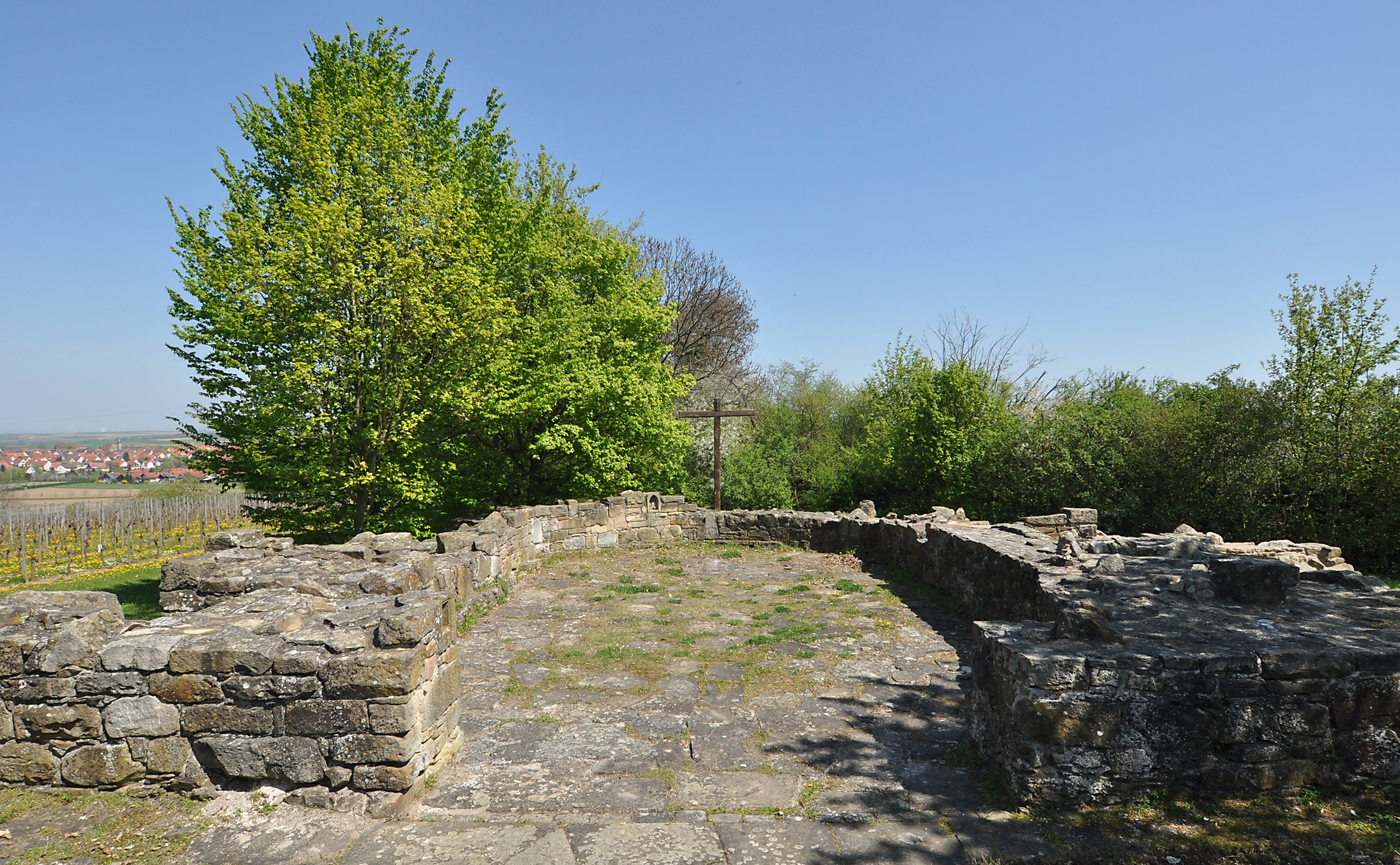
クレステルレ跡

### クラブ
シュヴァーベン・アルプス協会のベニヒハイム支部グループは、2002年にアイヒェンドルフ＝メダルを授与された。

## 経済と社会資本

### ワイン製造
ワイン製造は、ベニヒハイムが初めて文献に記録された時代からすでに行われていたことが知られている。
シュトロムベルクケレライは、生産者協同組合として、ベニヒハイム、キルヒハイム・アム・ネッカー、ホーエンハスラハ、エルリヒハイムのワインを製造している。高品質のシュペートブルグンダー種とレムベルガー種に特化したワイナリーとして知られているのが、ワイナリー・ダウテルである。

### 交通

#### 道路
ベニヒハイムと本市に属す集落は、広域道路網に直接面していない。最寄りの連邦道は、キルヒハイム・アム・ネッカー（郡道 K1679号線経由）およびラウフェン・アム・ネッカー方面（州道 L2254号線経由）の B27号線である。最寄りのアウトバーンのインターチェンジは、A81号 シュトゥットガルト - ハイルブロン線のムンデルスハイム・インターチェンジである。この他に、ボーテンハイム、マイムスハイム、ヴァルハイム（ホーフェン地区を介して）、エルリヒハイム、フロイデンタール、トレッフェントリル、クレーブロンへ通じる郡道や州道が通っている。

#### 公共交通機関
シュトゥットガルト交通・運賃連盟 (VVS) およびハイルブロナー・ホーエンローアー・ハラー近郊交通 (HNV) がベニヒハイムと周辺市町村とを結ぶバス路線を運行している。ベニヒハイム自身は、VVS の管区内に位置しており、ビーティヒハイム＝ビシンゲン経由ウンテルムベルク行きの 554号路線、ベージヒハイムまたはオットマールスハイム行きの 574(A)号路線が利用できる。
最寄りの駅はキルヒハイム・アム・ネッカーにあり、ハイルブロンおよびシュトゥットガルト方面へ向かうフランケン鉄道に接続する。もう一つは、ビーティヒハイム＝ビシンゲンの駅にバスで行き、そこでシュトゥットガルトSバーンやカールスルーエ・シュタットバーンに接続することができる（後者はハイルブロン経由でも接続できる）。

### 工業
工業化の時代は、比較的遅くベニヒハイムに訪れた。1854年11月1日、アロイス・アマンとインマヌエル・ベーリンガーが絹糸の撚糸・染色工場を設立した。これが後のクナーベンインスティテュートの前身である。

### メディア
ベニヒハイムからは、ジュートヴェスト＝プレッセの地方版「ベニヒハイマー・ツァイトゥング」が刊行されている。「ナハリヒテンブレットレ」は週刊で、発行部数は7,000部である。これはベニヒハイム、キルヒハイム、エルリヒハイムの役所からの広報を掲載している。

### 公共施設
郡立クレーブラット養護ホームの老人・養護ホームがある。

### 教育
アルフレート＝アマン＝ギムナジウム、ゾフィー・ラ・ロシェ実科学校、ヴェルクレアルシューレ課程を有する基礎課程・本課程学校のガナーベンシューレと、ベニヒハイムには三部構成の学校システムの全課程が存在している。幼稚園は、市立3園、福音主義教会2園、ローマ＝カトリック1園がある。また、市立音楽学校もある。

### ライフライン
本市の電力網は、EnBW レギオナル AG が運営している。シュタットヴェルケ・ベニヒハイムが水、ガスおよびシュロスフェルト住宅地の遠隔ヒーティングシステムを管理している。塵芥処理は、ルートヴィヒスブルク郡の 100 % 子会社のルートヴィヒスブルク郡塵芥処理会社 (AVL) が行っている。AVLは、ルートヴィヒスブルク郡の委託を受けてゴミの削減、再利用、廃棄といった処理を行っている。

## 人物

### ゆかりの人物
- マルク・シュナッテラー（ドイツ語版、英語版）（1985年 - ）サッカー選手。TSV ベニヒハイムのジュニアチームでキャリアを開始した。

## 関連図書
- Georg Dehio (1993). Handbuch der Deutschen Kunstdenkmäler, Baden-Württemberg I. Deutscher Kunstverlag. p. 90
- Josef Kurz; Kurt Sartorius; Werner Holbein; Dieter Gerlinger (1984). Die wechselvolle Geschichte einer Ganerbenstadt – Bönningheim, Hohenstein, Hofen. Bönnigheim: Stadt Bönnigheim

これらの文献は、翻訳元であるドイツ語版の参考文献として挙げられていたものであり、日本語版作成に際し直接参照してはおりません。

## 訳注
1. ↑  "ヴェルクレアルシューレ (ドイツ語: Werkrealschule) は、ドイツ内でもバーデン＝ヴュルテンベルク州特有の学校形態で、本課程学校の第9または第10学年修了の生徒から選抜で第10学年以降の中等教育クラスに進学できる制度およびその課程